# Тен, Валентин
Валентин Тен (1921 год, деревня Попова Гора, Никольск-Уссурийский уезд, Приморская область, Дальневосточная республика — 18 мая 1961 года) — звеньевой колхоза имени Энгельса Нижне-Чирчикского района Ташкентской области, Узбекская ССР. Герой Социалистического Труда (1951).

## Биография
Родился в 1921 году в крестьянской семье в деревне Попова Гора Никольск-Уссурийского уезда.
В 1937 году депортирован на спецпоселение в Ташкентскую область Узбекской ССР. Окончил девять классов неполной средней школы. С 1937 года — рядовой колхозник, звеньевой лубоводного звена в колхозе имени Энгельса Нижне-Чирчикского района.
В 1950 году звено Валентина Тена получило в среднем с каждого гектара по 105,4 центнера зеленцового стебля кенафа на участке площадью 7 гектаров. Указом Президиума Верховного Совета СССР от 17 июля 1951 года удостоен звания Героя Социалистического Труда с вручением ордена Ленина и золотой медали «Серп и Молот».
Трудился в колхозе до своей кончины в мае 1961 года. Похоронен на кладбище бывшего колхоза имени Энгельса.